# ベビードール

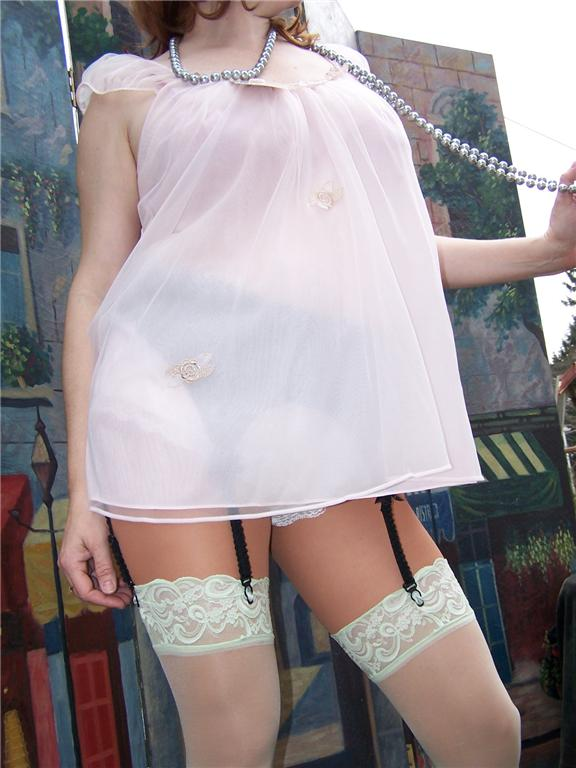
ベビードール

ベビードール（英語: Babydoll）は、女性が着用するアンダーバストの切り替えからルースな広がりの裾をもつナイティとしての衣類。1970年代に出現した。

## 概要
ベビードールは他のランジェリーと比較しても、一段と嗜好性が強い衣料で、保護、保温、吸汗などの基本機能よりも、視覚的インパクトに重点が置かれる。例えば襟や裾などに繊細なレースやフリルを追加し、また胸元やアンダーバストにアクセントになる色のリボンをあしらう、などといった過剰な装飾が行われる。また、胸元に深いスリットを入れて、それを紐やリボンで結ぶようにするなど、ひもパンと同様な扇情的なギミックを持つデザインもある。
身生地としては、セクシーさを強調したものでは、「透け感」を持つ、ナイロン、ポリエステルのシフォンジョーゼットや光沢感のあるシルク、サテン生地などが用いられる。また、可憐さを強調したものでは、フィット感の自然なトリコットやストレッチ天竺などが利用される。
ベビードールは、カップルのひとときを演出する小道具として重宝されるのはもちろん、女性のプライベートにおいて癒しをもたらすリラックスウェアとして広く使われている。
ランジェリー風デザインのワンピースがファッションで認知される中、ベビードールのディテールを生かしたアウターのドレスも広がりつつある。キャミソールドレスの流れをくんだシンプルなものや、装飾を付け「可愛らしさ」を強調したものがある。いずれもアンダーバストで身頃を切り替え、裾をAラインドレスのように自然に広げるデザインに特徴がある。インナー風のテイストを生かすため、「透け感」のある素材や、光沢感のある素材を用いる。カジュアル系のアウターでは、胸部、ウェスト、裾などをレーステープでトリミングして下着風にアレンジしたり、多段のフリル、裾口のメロウ仕上げなどで、可愛さを演出する。

## 一覧

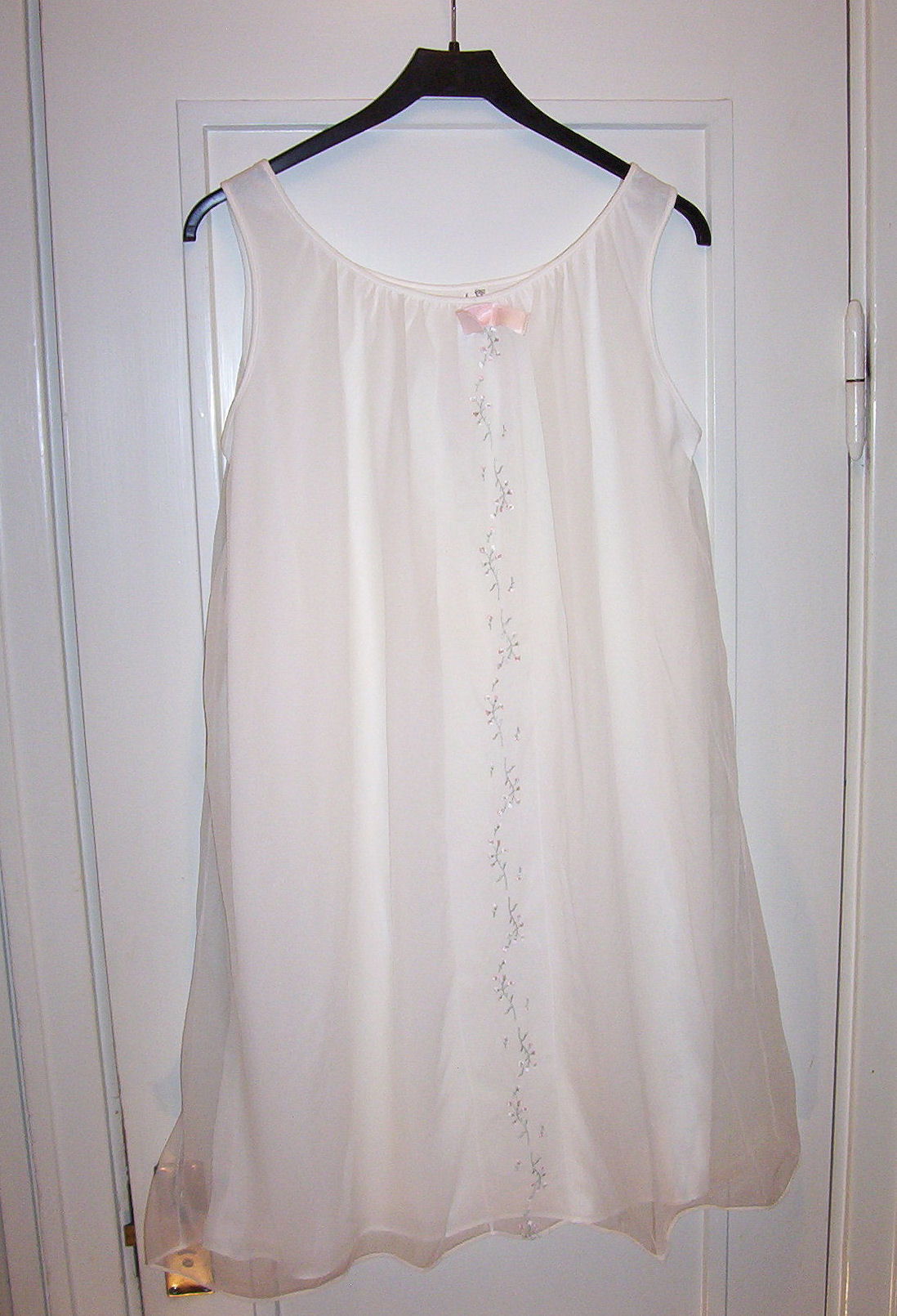
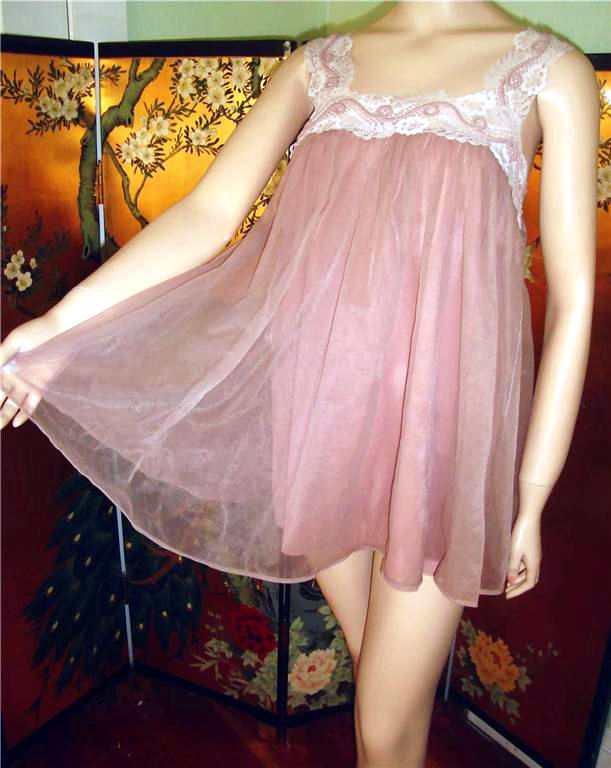
ピンクのベビードール
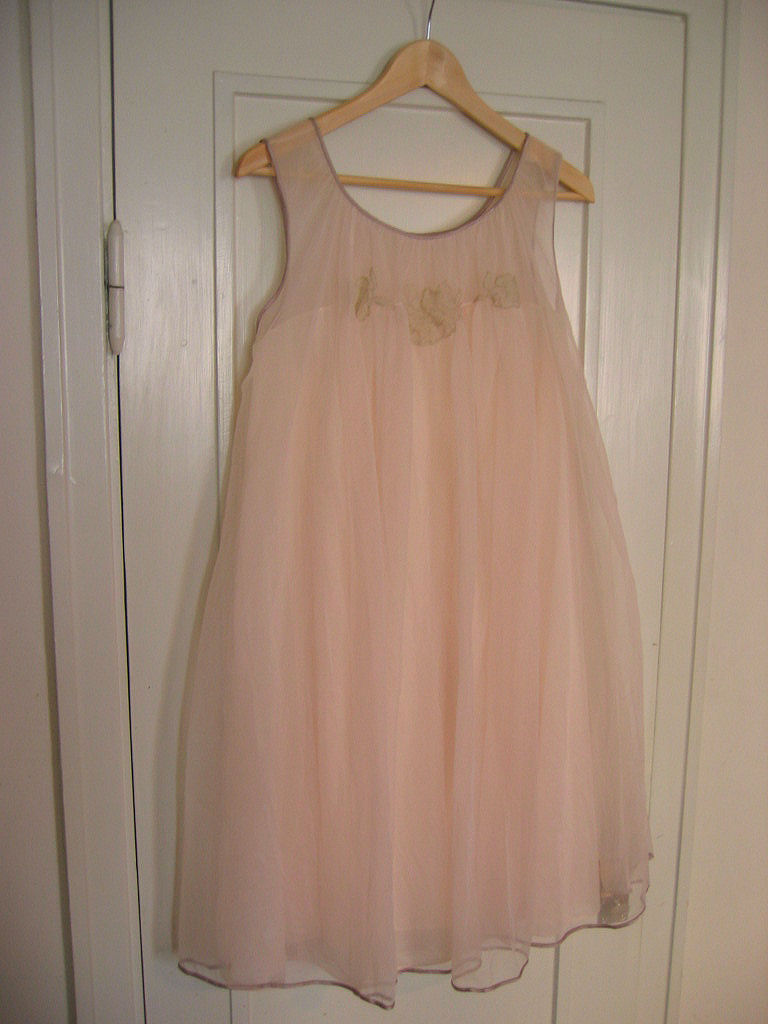
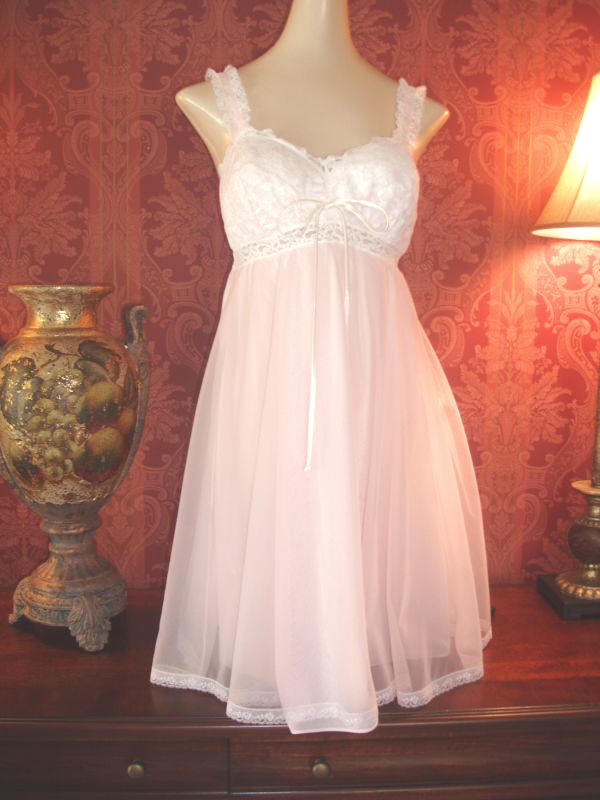